# Без солнца (вокальный цикл)
Без солнца — вокальный цикл М. П. Мусоргского на стихи А. А. Голенищева-Кутузова (1873). Издан в 1874 году В. В. Бесселем.

## Состав
1. В четырёх стенах (7 мая)
2. Меня в толпе ты не узнала (19 мая)
3. Окончен праздный шумный день («Тень»; 20 мая)
4. Скучай. В альбом светской барышне (2 июня)
5. Элегия (19 августа)
6. Над рекой (25 августа)

## История создания
В середине 1870-х годов постепенный распад так называемой «Могучей кучки» вместе с рядом личных обстоятельств привёл Мусоргского к весьма тягостному расположению духа. В это же время он сблизился с молодым поэтом Голенищевым-Кутузовым, романтические устремления которого выражались в меланхолической лирике. Мусоргский и Голенищев-Кутузов стали вместе снимать квартиру, а затем и сотрудничать как соавторы; помимо цикла «Без солнца» им принадлежат «Песни и пляски смерти». Мусоргский адресовал своему соавтору поставленное на цикле посвящение: «Поэту — композитор».

## Музыка
Для музыки цикла характерны «углублённый психологизм, разорванность мелодического изложения, изменчивая зыбкость смутных, неясных образов сопровождения». По мнению Е. Н. Абызовой, музыка цикла «предвосхищает, с одной стороны, по-оркестровому развитую рахманиновскую фактуру сопровождения, а с другой — импрессионистскую гармоническую фактуру». «Элегия» с её философическим пафосом заняла важное место в истории элегического жанра в русском искусстве XIX века. Ричард Тарускин, впрочем, слышит в этом вокальном цикле «голос поглощённого собой, сломленного аристократа».

## Аудиозаписи
Среди исполнителей цикла Борис Христов, Евгений Нестеренко (помимо записи оригинальной версии также сохранились аудиозаписи с оркестром, в инструментовках Е. Ф. Светланова и Э. В. Денисова), Сергей Лейферкус, Галина Вишневская, Сергей Яковенко (партия фортепиано — Мария Гринберг), Роберт Холл.